# Altomonte
Altomonte (Gàutumunti in calabrese) è un comune italiano di 3 949 abitanti della provincia di Cosenza in Calabria.

## Geografia fisica
Altomonte giace sopra un promontorio a circa 455 m s.l.m.. Il suo fertile territorio è parte in pianura, bagnato dai fiumi Esaro, Grondi e Fiumicello e parte in collina con ampie vedute panoramiche. Confina a settentrione con Lungro, a levante con Firmo, Castrovillari e San Lorenzo del Vallo, a mezzogiorno con Roggiano, Mottafollone e San Sosti, a ponente con San Donato di Ninea e Acquaformosa.
La superficie del territorio di Altomonte è di circa 65,29 km² di cui la maggior parte è suscettibile di colture come grano, orzo, legumi e ortaggi, agrumi e frutteti. Vi abbondano uliveti e vigneti autoctoni producenti i vini balbini, tanto decantati da Plinio il Vecchio.

## Storia
Altomonte ha origini antiche; il suo territorio risulta essere stato abitato fin dalla protostoria.
Tombe di età ellenistica sono state rinvenute in contrada Grumara (IV-III sec. a.C.), che hanno restituito materiali varî a vernice nera ed un coperchio di lekanis italiota a figure rosse decorato con Eroti e figure femminili.
Secondo alcuni storici può essere identificata con Balbia, la città del vino citata da Plinio il Vecchio, ma l'identificazione è alquanto incerta.
La storia documentata inizia con l'arrivo dei Normanni che, alla metà dell'XI secolo, con i fratelli Ruggero e Roberto d'Altavilla (detto il Guiscardo), conquistarono la Calabria. In un documento del 1065 l'insediamento viene indicato col nome di derivazione arabo-saracena "Brahalla". È con i Normanni che il borgo inizia a cambiare arricchendosi di nuove costruzioni e di un possente apparato difensivo. Al 1052 risale infatti la costruzione della chiesa di Santa Maria de Franchis, sulla quale sorgerà qualche secolo dopo la chiesa di Santa Maria della Consolazione.
Prima del 1081 Guglielmo di Grantmesnil, marito di Mabilia Grantmesnil, diventa signore di Brahalla e di Castrovillari.
Al periodo normanno risale la costruzione della prima cinta muraria, del Castello e probabilmente anche della Torre, successivamente detta dei Pallotta, che si configura come uno dei maggiori esempi di architettura militare normanna in Calabria. Al tempo di Carlo I d'Angiò, Guglielmo Pallotta viene nominato signore di Brahalla e con tale qualifica compare in documenti del 1269. Negli anni successivi Brahalla ebbe un significativo sviluppo demografico, come risulta dalla Cedula subventionis che nel 1276 registra per essa 1261 abitanti; un numero superiore rispetto ad altre antiche e nobili città quali Cassano (1136), Oriolo (1025) e Malvito (536). l dominio di Guglielmo agli inizi del ’300 passò al figlio Guglielmuccio, nominato da re Roberto d’Angiò (1277-1343) miles familiaris et fidelis noster. Guglielmo II Pallotta morì senza figli, così le Terre di Brachalla e Saracena andarono, per volontà del re, rispettivamente ai militi Guglielmo Scorriero e Gilberto Santily.
In un documento Vaticano del 1319 compare menzionato per la prima volta come signore di Brahalla Filippo Sangineto, investito del feudo qualche tempo prima direttamente da re di Napoli Roberto d'Angiò, importante personaggio dell'età angoina, prima uomo d'arme e poi funzionario e feudatario. Filippo Sangineto promossero numerosi e sistematici interventi sulla produzione artistica, tanto da fare di Altomonte uno dei principali centri artistici calabresi in età angioina. Fece sorgere nuovi quartieri, ampliò e fortificò la cinta muraria; commissionò la costruzione ex novo della Chiesa di Santa Maria della Consolazione, eretta sulla precedente struttura normanna di S. Maria de Franchis, su concessione del papa Clemente VI (bolla del 18 dicembre 1342); al Sangineto il Pontefice concesse lo jus patronatus sulla chiesa, e ai fedeli l’indulgenza speciale.
La nuova chiesa venne arricchita da numerose e preziose opere d'arte commissionate ad artisti del calibro di Simone Martini e Bernardo Daddi. Presso Santa Maria della Consolazione sono accolte le spoglie mortali di Filippo Sangineto che, nel 1337, commissionò l'esecuzione del suo monumento sepolcrale. Completato dopo la sua morte, secondo gli storici dell'arte riconducibile alla scuola di Tino da Camaino o alla mano del cosiddetto "Maestro durazzesco", collocato sulla parete absidale della chiesa nel 1372.
Sempre nel 1337, per volere di Filippo Sangineto, Brahalla muta il nome in Altumflumen, mutata in Altomonte dalla regina Giovanna nel 1343. Nelle scritture del Regio Archivio il titolo assegnato a Filippo di Sangineto era quello di Miles, Vice magister Iustitiarius Regni, Dominus Brachallae, et Saraceni, Comes Altifluminis, senescallus Provinciae. Nel 1345 per la prima volta l'intestazione di conte Altimontis.
Alla morte di Filippo, nel feudo di Altomonte subentrò il nipote Filippo II, già designato a partire dal 1336, anno in cui il padre Ruggiero era già defunto. A Filippo II subentro il figlio Giovanni, detto Giovannello, che muore nel 1380 di Giovannello, estinguendo il ramo maschile dei Sangineto. Con il matrimonio nel 1381 della seconda figlia di Filippo II, il matrimonio tra Margherita, ultima discendente della famiglia Sangineto, con Venceslao Sanseverino, già conte di Tricarico e Chiaromonte e duca di Amalfi, i possedimenti dei Sangineto passano ai Sanseverino, tra cui le contee di Altomonte e Corigliano che, pervenute a Venceslao Sanseverino. Margherita e Venceslao ebbero otto figli, dei quali ben cinque maschi.
I feudi di Altomonte e Corigigliano gli vennero poi confiscati al tempo della sua ribellione ai Durazzo; in seguito vennero recuperati attraverso un accordo matrimoniale con Antonio Ruffo, conte di Montalto, a cui erano state donate; infatti, come è noto, Ruggero Sanseverino sposò nel 1394 Covella Ruffo (zia della più famosa Covella, duchessa di Sessa, con cui talvolta viene confusa), figlia di Antonio e di Giovannella Sanseverino dei conti di Mileto, che gli portò in dote proprio quelle contee.
Dal 1463 Altomonte entra a far parte dei possedimenti del primo principe dei Sanseverino, Luca, figlio di Antonio (duca di San Marco, conte di Tricarico e di Chiaromonte) e di Giovannella Orsini del Balzo: sposando Gozzolina Ruffo, figlia del conte di Catanzaro Nicola (Nicolò) Ruffo, già conte di Altomonte, Corigliano, Tricarico, Chiaromonte e duca di San Marco. Luca Sanseverino aveva acquistato la città di Bisignano e la terra d’Acri dal re Ferrante d’Aragona e con l’assenso del duca di Calabria il 26 marzo 1462, dopo il suo ritorno alla causa aragonese.  All’inizio del XVI secolo i titoli feudali dei Principi Sanseverino di Bisignano si estendevano in Calabria sui vasti territori che costituivano un insieme territoriale senza soluzione di continuità; come ha osservato Galasso, «i Sanseverino di Bisignano erano tra le prime famiglie del Regno per l’ampiezza e la qualità dei loro domini.
Il figlio primogenito di Luca Sanseverino, Girolamo è il secondo principe di Bisognano; fu giustiziato nel 1487 in seguito alla congiura dei baroni. Dal suo matrimonio con Giovannella Gaetani dell'Aquila nacque Bernardino, il quale fu terzo principe di Bisignano. Quest'ultimo sposò Eleonora Todeschini Piccolomini. Il loro figlio Pietro Antonio fu quarto principe di Bisognano e sposò in prime nozze nel 1511 Giovanna Requesens; in seconde nozze nel 1533 Giulia Orsini e in terze nozze nel 1539 Irene Castriosta Scanderbeg. Niccolò Bernardino Sanseverino, nato dalle terze nozze di Pietro Antonio, divenne quinto principe di Bisognano e nel 1565 sposò Isabella della Rovere, principessa di Urbino, figlia di Guidobaldo II e della principessa di Parma e Piacenza, Vittoria Farnese.
Con Niccolò Bernardino Sanseverino, 5º Principe di Bisignano, verso la fine del XVI sec., inizia il frazionamento e la vendita del grande principato dei Sanseverino, un tempo tra i maggiori del Regno, in conseguenza dei debiti e delle controversie accese sull’eredità della Casata.  I Sanseverino, detennero il feudo di Altomonte fino alla morte senza eredi di Niccolò Bernardino Sanseverino il 21 novembre 1606.
Altomente fu poi venduto a Lucrezia Carafa, che nel 1581 aveva sposato Ippolito Sanseverino (+ 9-1589), 3° Barone di San Donato e Policastrello.
Nel 1637 venne ricomprato da Luigi Sanseverino, appartenente ad un ramo cadetto della famiglia, quello dei conti di Saponara. Il feudo fu così nuovamente in mano ai Sanseverino che lo detennero fino all'avvento delle leggi eversive che colpirono Tommaso Sanseverino, XX conte e ultimo feudatario di Altomonte.

## Monumenti e luoghi d'interesse
- Chiesa di Santa Maria della Consolazione
- Chiesa di San Giacomo Apostolo
- Chiesa di San Francesco di Paola
- Torre normanna detta del Pallotta

### Torre normanna detta "del Pallotta"
La Torre del Pallotta, viene così chiamata perché rimaneggiata da Guglielmo Pallotta nel 1269; si eleva per un’altezza di 25 m, su una base quadra, con all’interno una cisterna per la raccolta dell’acqua piovana. La struttura difensiva era stata costruita dai Normanni nel 1050, nella prima fase della conquista della Calabria, sotto la guida di Roberto il Guiscardo, ma venne rimaneggiata in epoche successive, con l’aggiunta della finestra bifora in tufo tipica dello stile gotico, e la pietra squadrata che costituisce gli spigoli della torre tipica del 1200. A causa dei numerosi rifacimenti è "arduo identificare con certezza le strutture di età normanna".
Internamente è stata ricostruita la scala che porta ai piani superiori.  La Torre, in ottimo stato di conservazione, e restaurata, attualmente è sede del Museo “Franco Azzinari”, all’interno del quale il pittore calabrese espone le sue opere.

## Galleria d'immagini

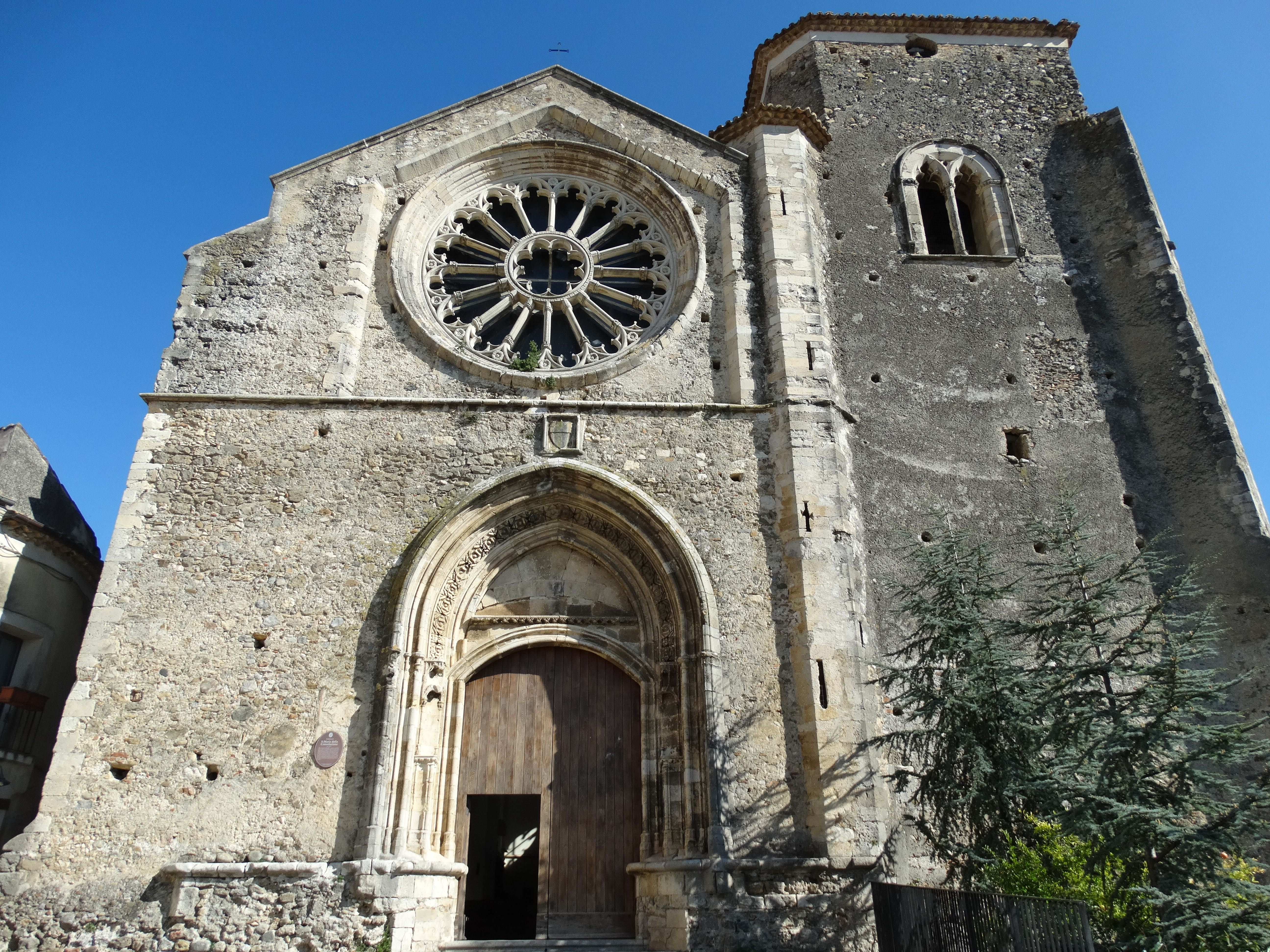
Chiesa di Santa Maria della Consolazione
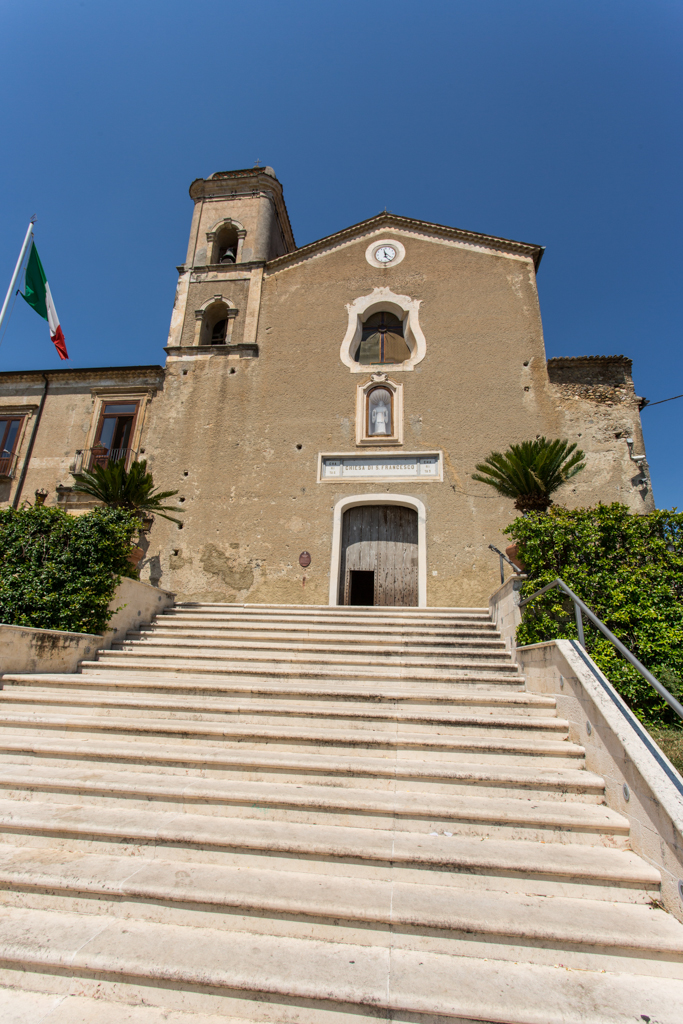
Chiesa di San Francesco di Paola
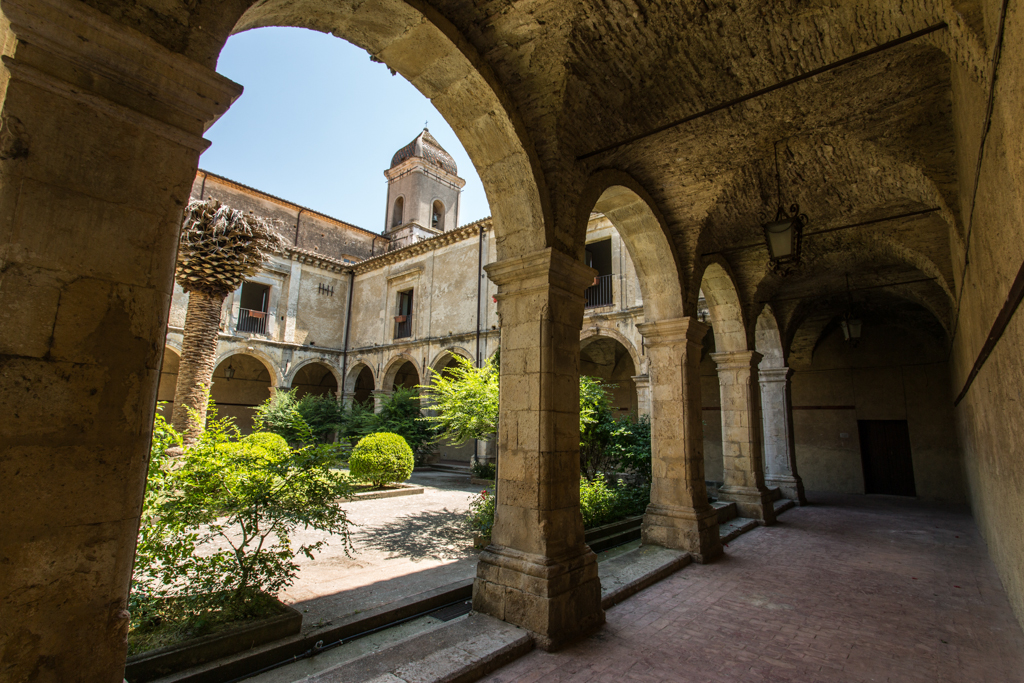
Convento dei Frati Minimi
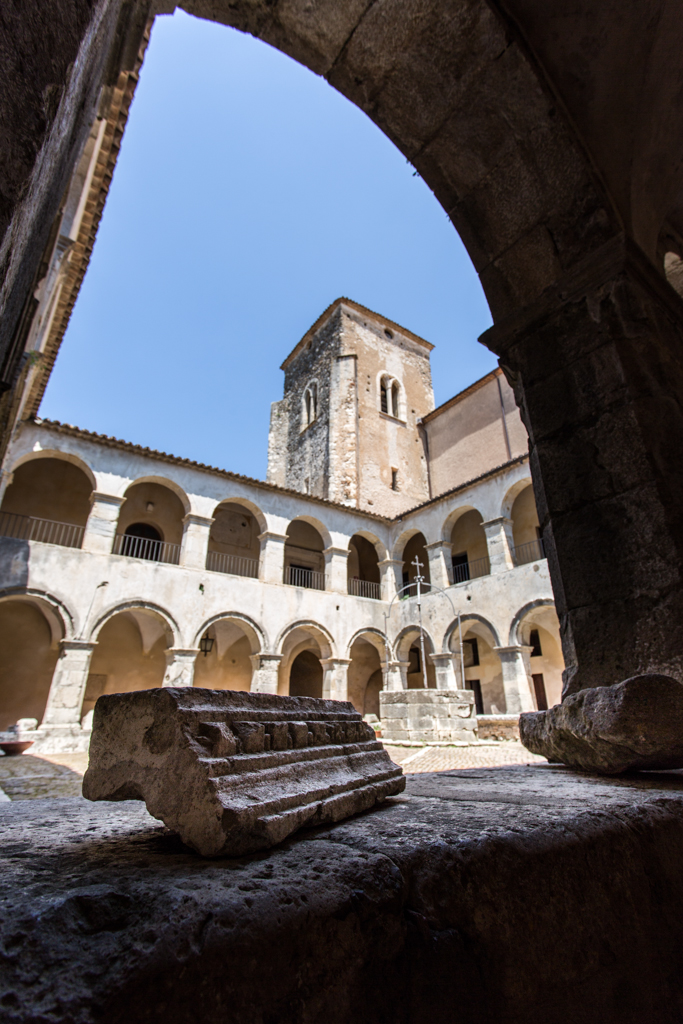
Convento dei domenicani
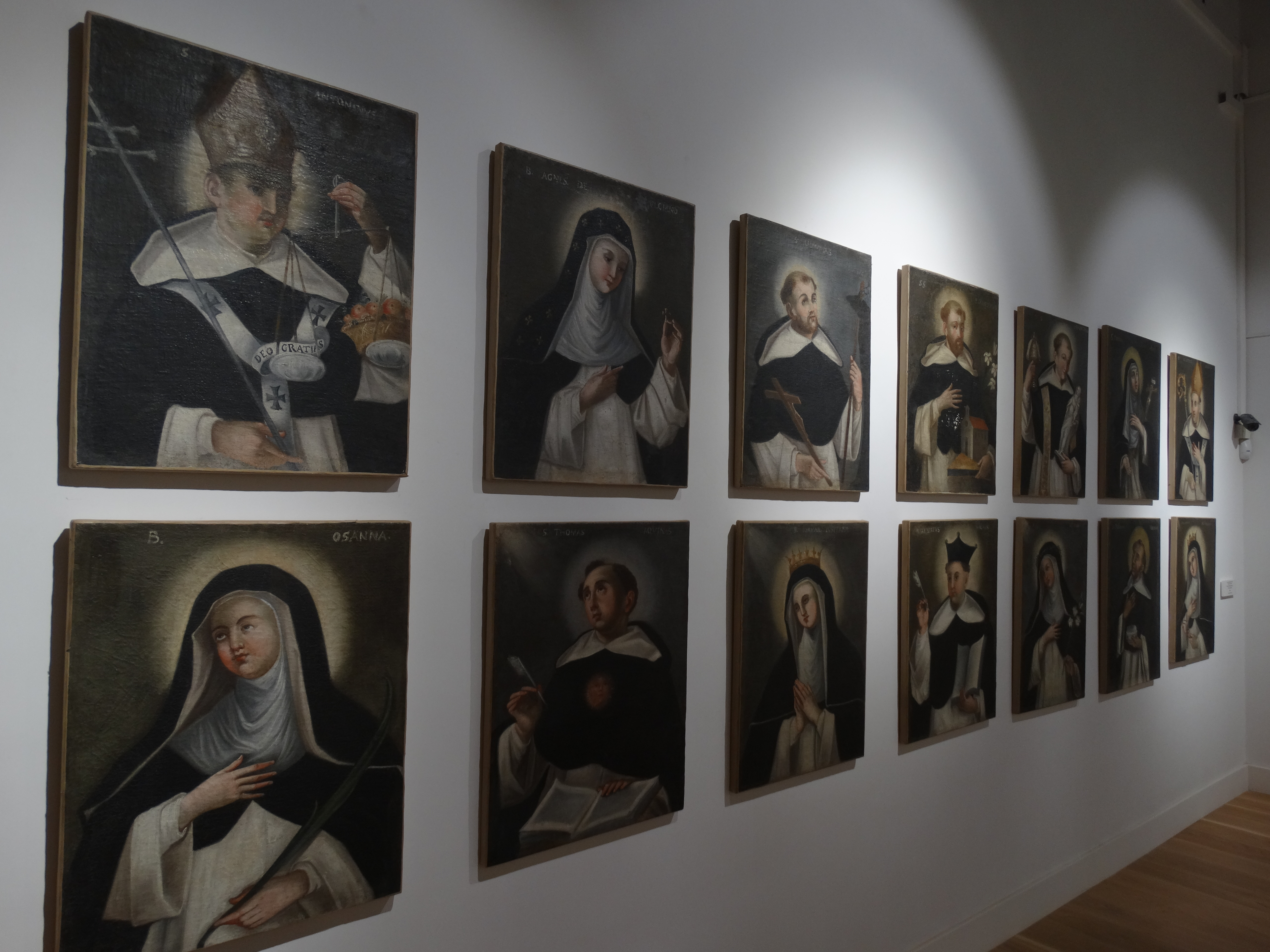
Museo civico
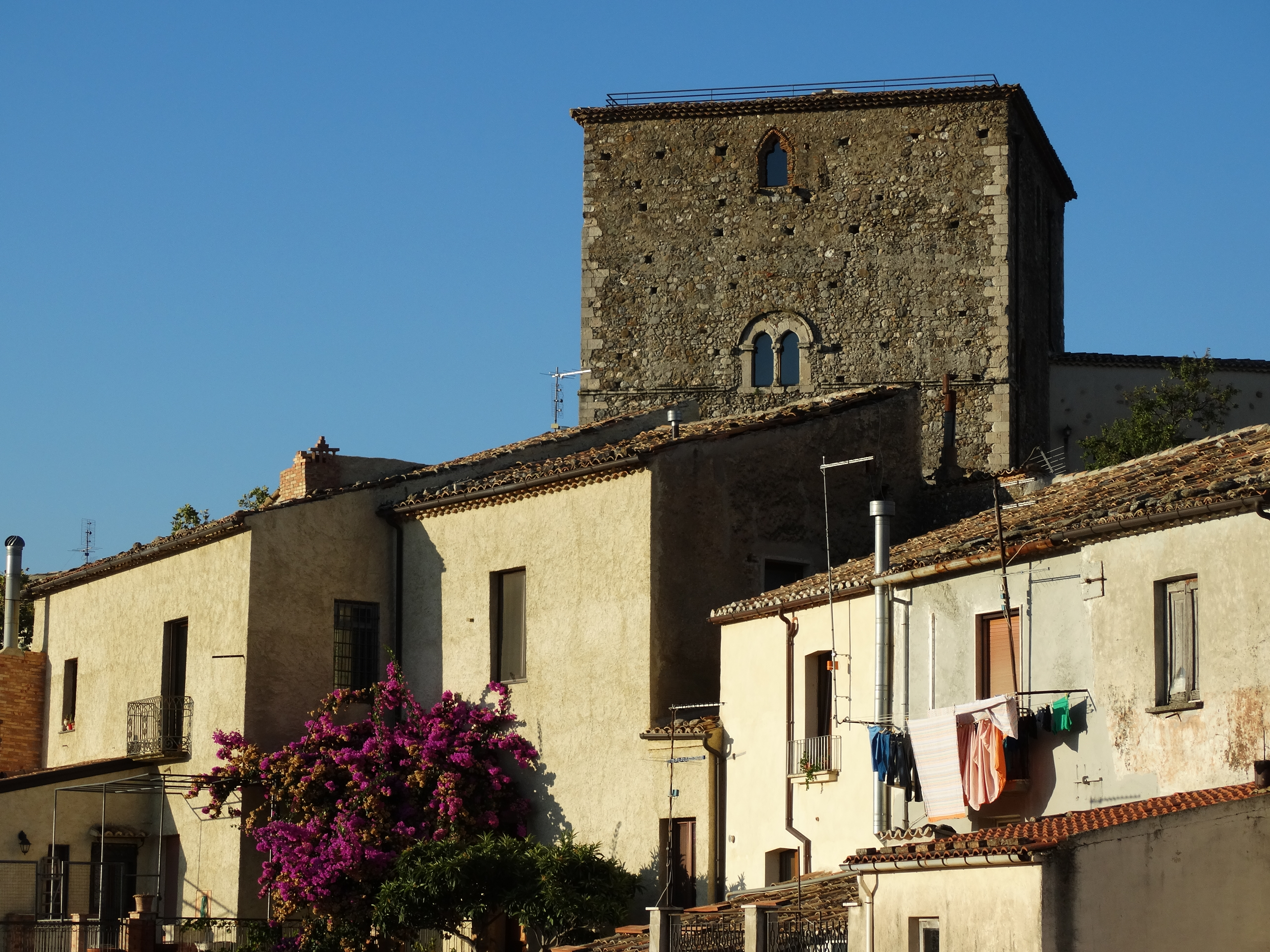
Torre normanna
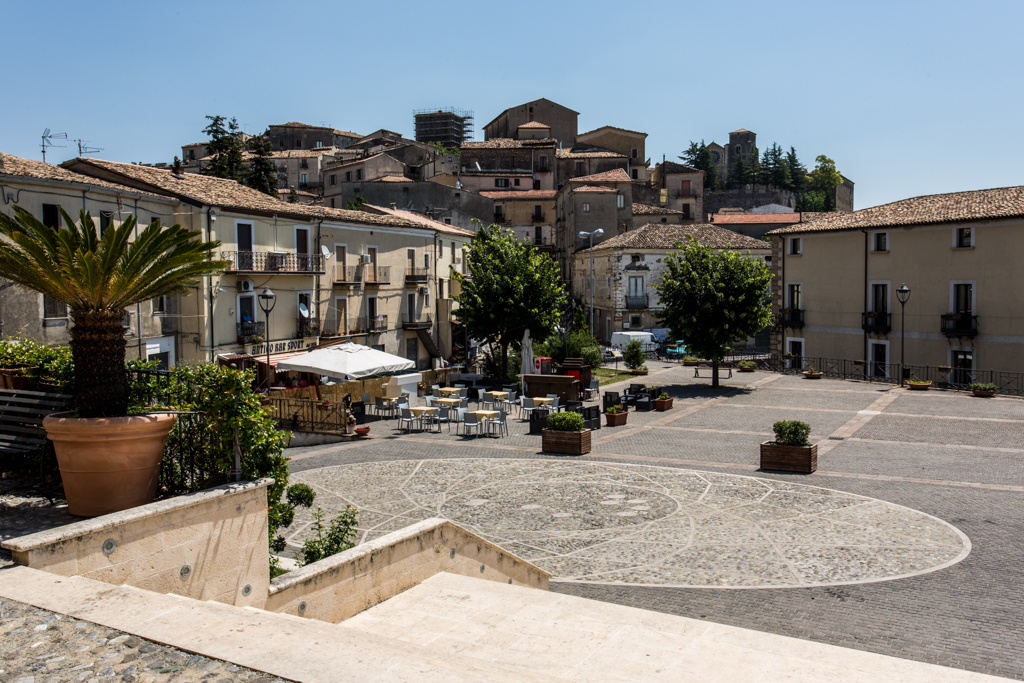
Piazza San Francesco

## Società

### Evoluzione demografica
Abitanti censiti

### Etnie e minoranze straniere
Secondo i dati ISTAT al 31 dicembre 2015 la popolazione straniera residente era di 161 persone. Le nazionalità maggiormente rappresentate in base alla loro percentuale sul totale della popolazione residente erano:
- Romania 104 2,32%
- Bulgaria 25 0,56%

## Economia
Il comune fa parte dell'associazione I borghi più belli d'Italia.

### Artigianato
Tra le attività più tradizionali e rinomate vi sono quelle artigianali, che si distinguono per la lavorazione delle terrecotte, caratterizzate da elementi popolari.

## Amministrazione

### Gemellaggi
- Vigarano Mainarda